# Museu d'Art Contemporani de Roma
El Museu d'Art Contemporani de Roma (en italià: Museu d'Art Contemporània di Roma conegut com a MACRO), és un museu municipal d'art contemporani que es troba a prop de la Porta Pia, en el districte Nomentano de Roma construït per l'arquitecte francès Odile Decq.
Una segona seu, trucada MACRO Future, es troba en dues sales de l'antic escorxador de Testaccio, a prop de la Piràmide de Cesti. Fundat a la fi del segle xix i principis del segle XX amb el nom de la Galeria Municipal d'Art Modern i Contemporani de Roma, després d'una primera fase de la reestructuració del lloc va permetre l'obertura de sis sales al setembre de 1999. El museu s'ha allotjat en diversos edificis. A començaments del segle XXI ha estat destinat a Museu d'Art Contemporani de Roma.

## Història
El 1883 la Municipalitat de Roma va adquirir algunes obres d'art a l'Exposició Internacional de Belles Arts, amb la intenció de crear una Galeria Nacional d'Art Modern i Contemporani.
Auguste Rodin l'any 1913 va donar l'escultura en bronze Bust de dama a la ciutat de Roma. El 1925, després d'altres adquisiones per part de l'Ajuntament de Roma, es decideix constituir al Palazzo Caffarelli, del Capitoli, una Galeria Municipal d'Art Modern i Contemporani.
El 1931 la col·lecció es va ampliar i va ser anomenada de Benito Mussolini. La institució va ser abolida i traslladades les seves obres a la Galeria Nacional d'Art Modern i Contemporani. La col·lecció, el 1949, torna a ser reconstruïda. Moltes de les obres depositades a la Galeria Nacional van tornar a la Galeria Municipal, que les va reobrir al públic al Palazzo Braschi.
Al 1963 bona part de la col·lecció va ser transferida al Palazzo delle Esposizioni, on va romandre fins a finals de 1981, any en què l'edifici va ser tancat per reformes. Les obres van ser emmagatzemades als dipòsits del Palazzo Braschi.
L'Ajuntament de Roma va assignar el 1989 l'antiga fàbrica de cervesa Peroni com la seu de la Galeria Municipal. Entre 1991 i 1994, la col·lecció, parcialment dispersa per diversos edificis, es va reunir i va ordenar, i el 1995 la galeria es va reobrir de manera provisional a l'antic convent de carmelitans, on es van presentar 150 obres de la col·lecció.
Al març de 1996, es va començar a treballar en la restauració d'una part de l'antiga fàbrica de Peroni, per a la nova seu de la Galeria Municipal d'Art Modern i Contemporani de Roma. El 1997, un pavelló del nou museu va ser obert al públic. El 1999 els treballs de restauració es van realitzar als dos primers pavellons assignats a la Galeria.

### MACRO

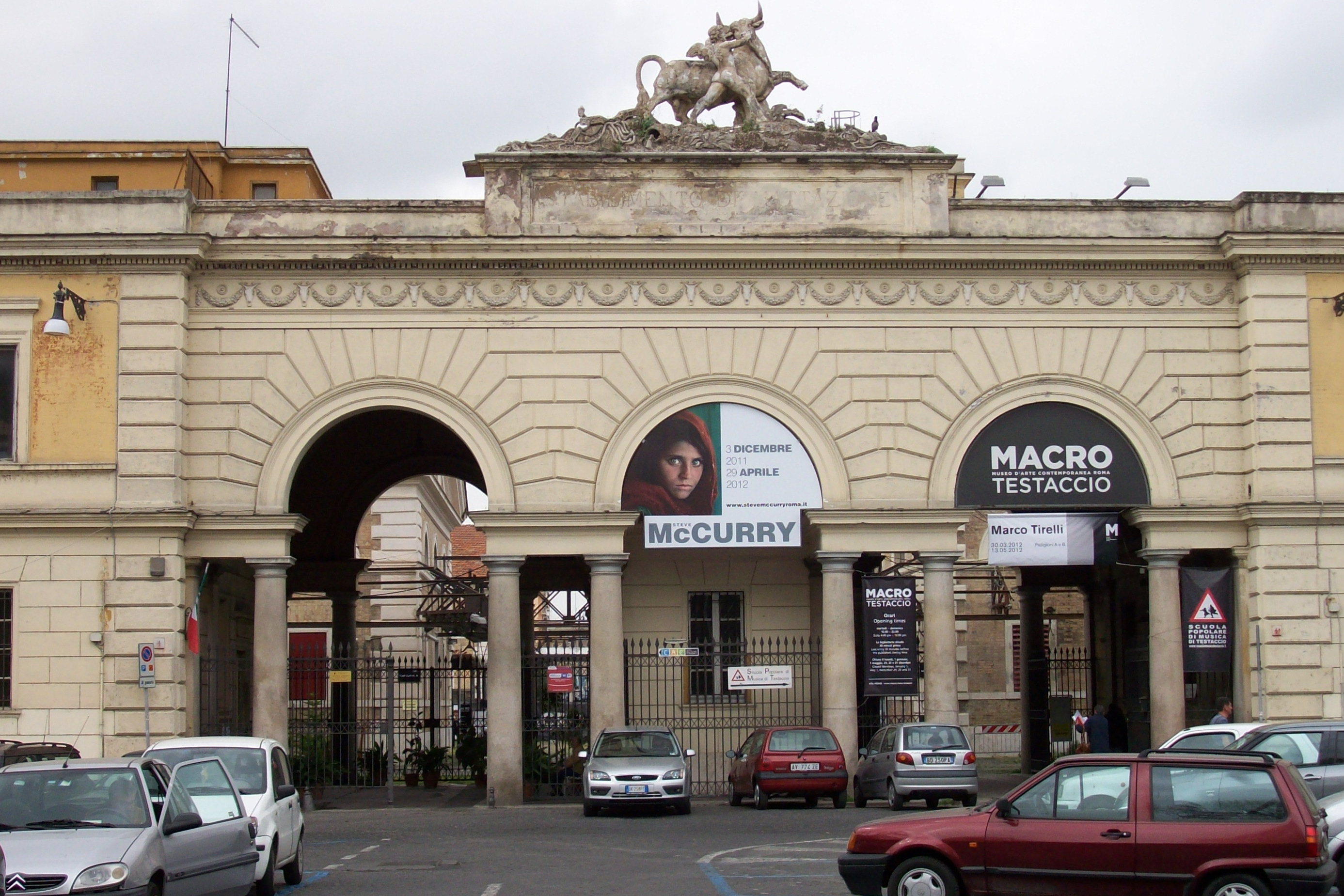
Entrada al MACRO Testaccio

El nou museu va ser inaugurat oficialment l'11 d'octubre de 2002 sota el nom de MACRO, Museu d'Art Contemporani de Roma, sota la direcció de Danilo Eccher. Al mateix any, a dos pavellons de l'antic escorxador de Testaccio, s'ha obert una sucursal del museu anomenat MACRO Testaccio.
A propòsit d'un concurs internacional convocat l'any 2001 per l'Ajuntament de Roma, l'arquitecte francès Odile Decq va rebre l'encàrrec per a l'ampliació del Museu. L'obra es va iniciar el 29 de juliol de 2004 i es va acabar al maig de 2010. El 5 de desembre de 2010, el museu va ser reobert al públic.